# Unico (album)
Unico er det femtende studiealbum af den danske sangerinde Sanne Salomonsen. Det blev udgivet den 9. marts 2009 på Mermaid Records. Albummet er Salomonsens første dansksprogede album i 13 år, og er opkaldt efter hendes hest i Portugal. Unico gik ind som nummer et på albumlisten, med 10.000 solgte eksemplarer i den første uge. I Danmark var albummet var det fjerde bedst sælgende i 2009 med over 60.000 eksemplarer (dobbelt-platin), og nåede at ligge på hitlisten i knap ét år.

## Spor
| #   | Titel                   | Sangskriver(e)                                        | Producer(e)   | Længde |
| --- | ----------------------- | ----------------------------------------------------- | ------------- | ------ |
| 1.  | "Tændt"                 | Pär Åström, Stephanie Bentley, Marcus Winther-John    | Óli Poulsen   | 3:23   |
| 2.  | "Taxa"                  | Lise Cabble, Mogens Binderup, Kim Nowak-Zorde         | Nikolaj Steen | 3:02   |
| 3.  | "Fantomsmerter"         | Rune Braager, Emil Gotthard, Winther-John             | Óli Poulsen   | 3:12   |
| 4.  | "Overgi'r mig langsomt" | Mads Langer, Boe Larsen, Morten Woods                 | Nikolaj Steen | 4:55   |
| 5.  | "6. sans"               | Thomas Andersson, Larsen, Winther-John                | Jonas Krag    | 4:09   |
| 6.  | "Du & Jeg"              | Mads Løkkegaard, Lene Dissing, Martin Michael Larsson | Søren Balsner | 3:09   |
| 7.  | "Vis mig hvem du er"    | Lasse Lindorff, Magnus Funemyr, Hans Henrik Koltze    | Jonas Krag    | 3:53   |
| 8.  | "Hel igen"              | Cabble, Binderup, Jonas Krag                          | Óli Poulsen   | 3:42   |
| 9.  | "Rør ved mig"           | Mads Haugaard, Annika Askman, Jeanette Olsson         | Jonas Krag    | 3:27   |
| 10. | "Natten går til ro"     | Daniel Fält, Løkkegaard, Dissing                      | Óli Poulsen   | 3:32   |
| 11. | "Over stregen"          | Braager, Gotthard, Winther-John                       | Óli Poulsen   | 3:14   |
| 12. | "Det var hvad det var"  | Thomas Helmig                                         | Óli Poulsen   | 4:31   |

## Hitlister og certificeringer
| Hitliste (2009)        | Højeste placering |
| ---------------------- | ----------------- |
| Danmark (Album Top-40) | 1                 |

| Hitliste (2009) | Placering |
| --------------- | --------- |
| Danmark         | 4         |
| Hitliste (2010) | Placering |
| Danmark         | 97        |

| Land (Organisation) | Certificering |
| ------------------- | ------------- |
| Danmark (IFPI)      | 2× Platin     |